# Llista de topònims d'Espolla
Llista de topònims (noms propis de lloc) del municipi d'Espolla, a l'Alt Empordà
Informació actualitzada per un bot. Els canvis manuals es perdran quan s'actualitzi!

## cabana
| imatge | Nom                        | Ubicat a | instància de | Detalls | coordenades                                                         | Protecció | Commons (més fotos) | Dades a WD                    |
| ------ | -------------------------- | -------- | ------------ | ------- | ------------------------------------------------------------------- | --------- | ------------------- | ----------------------------- |
|        | barraca d'en Jac           | Espolla  | cabana       |         | 42° 22′ 49″ N, 3° 00′ 23″ E / 42.3802376575761°N,3.00640163222583°E |           |                     | Modifica les dades a Wikidata |
|        | corral de les Eugues       | Espolla  | cabana       |         | 42° 25′ 51″ N, 3° 01′ 04″ E / 42.4308593307723°N,3.01787090704504°E |           |                     | Modifica les dades a Wikidata |
|        | corral del Prat d'en Salvi | Espolla  | cabana       |         | 42° 24′ 56″ N, 2° 59′ 37″ E / 42.415685440246°N,2.9937163052521°E   |           |                     | Modifica les dades a Wikidata |
|        | els Masos                  | Espolla  | cabana       |         | 42° 24′ 30″ N, 2° 59′ 33″ E / 42.4084445299931°N,2.99252605844398°E |           |                     | Modifica les dades a Wikidata |
|        | la Font de la Viuda        | Espolla  | cabana       |         | 42° 24′ 28″ N, 2° 59′ 10″ E / 42.4076964437934°N,2.98620679208581°E |           |                     | Modifica les dades a Wikidata |
|        | les Barraques de Corbera   | Espolla  | cabana       |         | 42° 27′ 29″ N, 3° 00′ 14″ E / 42.4581757539717°N,3.00396493006731°E |           |                     | Modifica les dades a Wikidata |

## casa
| imatge | Nom                      | Ubicat a | instància de | Detalls                                         | coordenades                                                         | Protecció                                  | Commons (més fotos)                | Dades a WD                    |
| ------ | ------------------------ | -------- | ------------ | ----------------------------------------------- | ------------------------------------------------------------------- | ------------------------------------------ | ---------------------------------- | ----------------------------- |
|        | Cal Marquès              | Espolla  | casa         | Estil: arquitectura gòtica arquitectura popular | 42° 23′ 31″ N, 3° 00′ 02″ E / 42.392°N,3.00045°E 124 msnm           | bé integrant del patrimoni cultural català | Cal Marquès (Espolla)              | Modifica les dades a Wikidata |
|        | Can Mascort              | Espolla  | casa         | Estil: arquitectura popular                     | 42° 23′ 26″ N, 3° 00′ 04″ E / 42.3906°N,3.00122°E 109 msnm          | bé integrant del patrimoni cultural català | Can Mascort                        | Modifica les dades a Wikidata |
|        | Casa Balmanya            | Espolla  | casa         |                                                 | 42° 23′ 29″ N, 3° 00′ 06″ E / 42.3912882597424°N,3.00166447332463°E |                                            |                                    | Modifica les dades a Wikidata |
|        | casa al carrer del Carme | Espolla  | casa         | Estil: arquitectura popular                     | 42° 23′ 27″ N, 3° 00′ 02″ E / 42.390818°N,3.000429°E                | bé integrant del patrimoni cultural català | Casa al carrer del Carme (Espolla) | Modifica les dades a Wikidata |

## collada
| imatge | Nom                   | Ubicat a         | instància de | Detalls | coordenades                                                    | Protecció | Commons (més fotos)         | Dades a WD                    |
| ------ | --------------------- | ---------------- | ------------ | ------- | -------------------------------------------------------------- | --------- | --------------------------- | ----------------------------- |
|        | Coll de l'Estaca      | Sureda Espolla   | collada      |         | 42° 28′ 20″ N, 2° 59′ 00″ E / 42.472129°N,2.983282°E 1023 msnm |           |                             | Modifica les dades a Wikidata |
|        | Coll de la Carbassera | Argelers Espolla | collada      |         | 42° 28′ 04″ N, 3° 00′ 53″ E / 42.4678°N,3.0148°E 936 msnm      |           |                             | Modifica les dades a Wikidata |
|        | Coll de la Maçana     | Argelers Espolla | collada      |         | 42° 28′ 11″ N, 3° 00′ 23″ E / 42.4698°N,3.00645°E 981 msnm     |           | Coll de la Maçana (Espolla) | Modifica les dades a Wikidata |
|        | Coll de les Mosqueres | Espolla Sureda   | collada      |         | 42° 28′ 07″ N, 2° 58′ 50″ E / 42.4687°N,2.9806°E               |           |                             | Modifica les dades a Wikidata |
|        | Coll del Pal          | Argelers Espolla | collada      |         | 42° 28′ 19″ N, 3° 01′ 32″ E / 42.47197°N,3.025647°E 917 msnm   |           |                             | Modifica les dades a Wikidata |
|        | Coll dels Emigrants   | Sureda Espolla   | collada      |         | 42° 28′ 25″ N, 2° 59′ 43″ E / 42.473583°N,2.995172°E 1126 msnm |           |                             | Modifica les dades a Wikidata |
|        | Coll dels Terrers     | Argelers Espolla | collada      |         | 42° 28′ 09″ N, 3° 00′ 59″ E / 42.469119°N,3.016373°E 923 msnm  |           |                             | Modifica les dades a Wikidata |

## dolmen
| imatge | Nom                              | Ubicat a | instància de  | Detalls | coordenades                                                                                               | Protecció                                  | Commons (més fotos)         | Dades a WD                    |
| ------ | -------------------------------- | -------- | ------------- | ------- | --- | ------------------------------------------ | --------------------------- | ----------------------------- |
|        | Menhir del Castellà              | Espolla  | dolmen        |         | 42° 24′ 44″ N, 2° 58′ 46″ E / 42.4121°N,2.97936°E                                                         | bé integrant del patrimoni cultural català |                             | Modifica les dades a Wikidata |
|        | dolmen d'Arreganyats             | Espolla  | dolmen        |         | 42° 25′ 35″ N, 2° 59′ 25″ E / 42.4264°N,2.99017°E 363 msnm                                                | bé integrant del patrimoni cultural català | Dolmen d'Arreganyats        | Modifica les dades a Wikidata |
|        | dolmen de Mas Girarols I         | Espolla  | dolmen        |         | 42° 25′ 07″ N, 3° 00′ 56″ E / 42.41865833°N,3.01564167°E 265 msnm                                         | bé integrant del patrimoni cultural català | Dolmen de Mas Girarols I    | Modifica les dades a Wikidata |
|        | dolmen de Mas Girarols II        | Espolla  | dolmen        |         | 42° 25′ 10″ N, 3° 00′ 54″ E / 42.419337°N,3.015077°E 279 msnm                                             | bé integrant del patrimoni cultural català | Dolmen de Mas Girarols II   | Modifica les dades a Wikidata |
|        | dolmen de Puig Balaguer          | Espolla  | dolmen        |         | 42° 25′ 25″ N, 3° 00′ 47″ E / 42.423544°N,3.012964°E 330 msnm                                             | bé integrant del patrimoni cultural català | Dolmen de Puig Balaguer     | Modifica les dades a Wikidata |
|        | dolmen de la Cabana Arqueta      | Espolla  | dolmen        |         | 42° 23′ 05″ N, 2° 59′ 17″ E / 42.3847°N,2.98803°E ca:Carretera d'Espolla a Sant Climent Sescebes 142 msnm | bé integrant del patrimoni cultural català | Dolmen de la Cabana Arqueta | Modifica les dades a Wikidata |
|        | dolmen de la Font del Roure      | Espolla  | dolmen        |         | 42° 26′ 05″ N, 2° 58′ 36″ E / 42.434785°N,2.976587°E 460 msnm                                             | bé integrant del patrimoni cultural català | Dolmen de la Font del Roure | Modifica les dades a Wikidata |
|        | dolmen de la Gutina/Puig del Pal | Espolla  | dolmen        |         | 42° 23′ 43″ N, 2° 59′ 08″ E / 42.39536944°N,2.98554444°E                                                  | bé integrant del patrimoni cultural català |                             | Modifica les dades a Wikidata |
|        | dolmen de les Morelles           | Espolla  | dolmen        |         | 42° 25′ 13″ N, 2° 59′ 52″ E / 42.420326°N,2.997903°E 345 msnm                                             | bé integrant del patrimoni cultural català | Dolmen de les Morelles      | Modifica les dades a Wikidata |
|        | dolmen del Barranc               | Espolla  | dolmen        |         | 42° 24′ 32″ N, 3° 00′ 58″ E / 42.40888889°N,3.01611111°E 212 msnm                                         | bé integrant del patrimoni cultural català | Dolmen del Barranc          | Modifica les dades a Wikidata |
|        | dolmen del Mas Gamarús           | Espolla  | dolmen        |         | 42° 27′ 32″ N, 3° 00′ 26″ E / 42.4589°N,3.00723°E                                                         |                                            |                             | Modifica les dades a Wikidata |
|        | dolmen dels Cantons              | Espolla  | dolmen        |         | 42° 26′ 02″ N, 2° 59′ 21″ E / 42.43388889°N,2.98916667°E                                                  | bé integrant del patrimoni cultural català |                             | Modifica les dades a Wikidata |
|        | dólmens d'Espolla                | Espolla  | dolmen menhir |         | |                                            | Dolmens in Espolla          | Modifica les dades a Wikidata |

## edifici
| imatge | Nom                             | Ubicat a | instància de | Detalls                                                          | coordenades                                                | Protecció                                  | Commons (més fotos)             | Dades a WD                    |
| ------ | ------------------------------- | -------- | ------------ | ---------------------------------------------------------------- | ---------------------------------------------------------- | ------------------------------------------ | ------------------------------- | ----------------------------- |
|        | Celler Cooperatiu d'Espolla     | Espolla  | edifici      | Arquitecte: Pelai Martínez i Paricio Estil: arquitectura popular | 42° 23′ 18″ N, 3° 00′ 04″ E / 42.3883°N,3.00117°E          | bé integrant del patrimoni cultural català | Celler Cooperatiu d'Espolla     | Modifica les dades a Wikidata |
|        | Escoles d'Espolla               | Espolla  | edifici      | Estil: arquitectura popular                                      | 42° 23′ 21″ N, 3° 00′ 04″ E / 42.3892°N,3.00118°E 107 msnm | bé integrant del patrimoni cultural català | Escoles d'Espolla               | Modifica les dades a Wikidata |
|        | Hotel Canaleta                  | Espolla  | edifici      | Estil: arquitectura popular                                      | 42° 23′ 30″ N, 3° 00′ 05″ E / 42.3918°N,3.00145°E          | bé integrant del patrimoni cultural català | Hotel Canaleta                  | Modifica les dades a Wikidata |
|        | Societat La Fraternal d'Espolla | Espolla  | edifici      | Estil: noucentisme arquitectura popular                          | 42° 23′ 27″ N, 3° 00′ 03″ E / 42.3907°N,3.00077°E 113 msnm | bé integrant del patrimoni cultural català | Societat La Fraternal d'Espolla | Modifica les dades a Wikidata |

## edifici històric
| imatge | Nom                      | Ubicat a | instància de                     | Detalls | coordenades                                                         | Protecció | Commons (més fotos) | Dades a WD                    |
| ------ | ------------------------ | -------- | -------------------------------- | ------- | ------------------------------------------------------------------- | --------- | ------------------- | ----------------------------- |
|        | creu dels Vilars         | Espolla  | edifici històric creu monumental |         | 42° 24′ 29″ N, 2° 59′ 46″ E / 42.4081385044725°N,2.99615974950837°E |           |                     | Modifica les dades a Wikidata |
|        | les Barraques de Corbera | Espolla  | edifici històric capella         |         | 42° 27′ 29″ N, 3° 00′ 14″ E / 42.4581757539717°N,3.00396493006731°E |           |                     | Modifica les dades a Wikidata |

## església
| imatge | Nom                      | Ubicat a | instància de              | Detalls                            | coordenades | Protecció                                  | Commons (més fotos)             | Dades a WD                    |
| ------ | ------------------------ | -------- | ------------------------- | ---------------------------------- | --- | ------------------------------------------ | ------------------------------- | ----------------------------- |
|        | Sant Genís Desprac       | Espolla  | església edifici històric |                                    | 42° 26′ 21″ N, 3° 00′ 32″ E / 42.4392°N,3.00889°E                                                                                 | bé integrant del patrimoni cultural català |                                 | Modifica les dades a Wikidata |
|        | Sant Jaume d'Espolla     | Espolla  | església                  |                                    | 42° 23′ 33″ N, 3° 00′ 04″ E / 42.3924°N,3.00105°E                                                                                 | bé integrant del patrimoni cultural català | Sant Jaume d'Espolla            | Modifica les dades a Wikidata |
|        | Sant Martí de Baussitges | Espolla  | església                  | Estil: art preromànic 10th century | 42° 27′ 00″ N, 3° 00′ 15″ E / 42.4499°N,3.00419°E ca:Sota els colls de la Maçana i la Carbassera, al vessant de l'Albera 478 msnm | bé integrant del patrimoni cultural català | Sant Martí de Baussitges        | Modifica les dades a Wikidata |
|        | Sant Miquel de Freixe    | Espolla  | església                  |                                    | 42° 27′ 00″ N, 3° 01′ 59″ E / 42.4501°N,3.03319°E                                                                                 |                                            |                                 | Modifica les dades a Wikidata |
|        | Sant Pere dels Vilars    | Espolla  | església                  | Estat: ruïnós                      | 42° 24′ 33″ N, 3° 00′ 45″ E / 42.4090564°N,3.0125498°E                                                                            |                                            | Sant Pere dels Vilars (Espolla) | Modifica les dades a Wikidata |

## font
| imatge | Nom              | Ubicat a | instància de | Detalls | coordenades                                                        | Protecció | Commons (més fotos)       | Dades a WD                    |
| ------ | ---------------- | -------- | ------------ | ------- | ------------------------------------------------------------------ | --------- | ------------------------- | ----------------------------- |
|        | font de l'Arcada | Espolla  | font         |         | 42° 27′ 49″ N, 3° 00′ 12″ E / 42.463606356087°N,3.00335710205261°E |           |                           | Modifica les dades a Wikidata |
|        | font de la Verna | Espolla  | font         |         | 42° 27′ 37″ N, 3° 01′ 15″ E / 42.460416373105°N,3.020758351333°E   |           |                           | Modifica les dades a Wikidata |
|        | font de la Viuda | Espolla  | font         |         | 42° 24′ 21″ N, 2° 59′ 19″ E / 42.40590278°N,2.98868611°E           |           |                           | Modifica les dades a Wikidata |
|        | font del Conill  | Espolla  | font         |         | 42° 24′ 03″ N, 3° 00′ 59″ E / 42.400856°N,3.016258°E 116 msnm      |           | Font del Conill (Espolla) | Modifica les dades a Wikidata |

## masia
| imatge | Nom               | Ubicat a | instància de | Detalls                     | coordenades                                                         | Protecció                                  | Commons (més fotos) | Dades a WD                    |
| ------ | ----------------- | -------- | ------------ | --------------------------- | ------------------------------------------------------------------- | ------------------------------------------ | ------------------- | ----------------------------- |
|        | Can Joan Roig     | Espolla  | masia        |                             | 42° 27′ 05″ N, 3° 00′ 19″ E / 42.451456°N,3.005325°E 450 msnm       |                                            | Mas Roig (Espolla)  | Modifica les dades a Wikidata |
|        | Casa Coderc       | Espolla  | masia        |                             | 42° 23′ 27″ N, 2° 59′ 57″ E / 42.3909550457549°N,2.99929533618831°E |                                            |                     | Modifica les dades a Wikidata |
|        | Mas Corbera       | Espolla  | masia        |                             | 42° 25′ 49″ N, 3° 01′ 26″ E / 42.4302°N,3.02396°E                   |                                            |                     | Modifica les dades a Wikidata |
|        | Mas Gamarús       | Espolla  | masia        |                             | 42° 27′ 32″ N, 3° 00′ 05″ E / 42.459°N,3.00129°E                    |                                            |                     | Modifica les dades a Wikidata |
|        | Mas Girarols      | Espolla  | masia        | Estil: arquitectura popular | 42° 24′ 56″ N, 3° 01′ 05″ E / 42.415444°N,3.018108°E 174 msnm       | bé integrant del patrimoni cultural català | Mas Girarols        | Modifica les dades a Wikidata |
|        | Mas Llope         | Espolla  | masia        | Estil: arquitectura popular | 42° 23′ 28″ N, 3° 00′ 05″ E / 42.3912°N,3.0013°E                    | bé integrant del patrimoni cultural català |                     | Modifica les dades a Wikidata |
|        | Mas de Freixe     | Espolla  | masia        | Estil: arquitectura popular | 42° 26′ 55″ N, 3° 01′ 52″ E / 42.4486°N,3.0312°E                    | bé integrant del patrimoni cultural català |                     | Modifica les dades a Wikidata |
|        | Mas de Sant Martí | Espolla  | masia        | Estil: arquitectura popular | 42° 27′ 02″ N, 3° 00′ 32″ E / 42.4505°N,3.00891°E                   | bé integrant del patrimoni cultural català |                     | Modifica les dades a Wikidata |
|        | Mas de la Llosa   | Espolla  | masia        |                             | 42° 27′ 34″ N, 3° 01′ 52″ E / 42.45942778°N,3.03103611°E            |                                            |                     | Modifica les dades a Wikidata |
|        | els Castanyers    | Espolla  | masia        |                             | 42° 27′ 26″ N, 2° 59′ 47″ E / 42.4573°N,2.99638°E                   |                                            |                     | Modifica les dades a Wikidata |
|        | els Castanyers    | Espolla  | masia        |                             | 42° 27′ 26″ N, 2° 59′ 47″ E / 42.4572751747539°N,2.99650945207392°E |                                            |                     | Modifica les dades a Wikidata |

## muntanya
| imatge | Nom                        | Ubicat a                               | instància de | Detalls | coordenades                                                            | Protecció | Commons (més fotos)  | Dades a WD                    |
| ------ | -------------------------- | -------------------------------------- | ------------ | ------- | ---------------------------------------------------------------------- | --------- | -------------------- | ----------------------------- |
|        | Muntanya Rasa              | Argelers Espolla                       | muntanya     |         | 42° 28′ 15″ N, 3° 01′ 14″ E / 42.470944°N,3.020694°E 979 msnm          |           |                      | Modifica les dades a Wikidata |
|        | Pic de Sallfor             | Espolla Argelers Banyuls de la Marenda | muntanya     |         | 42° 28′ 24″ N, 3° 02′ 17″ E / 42.4734705922°N,3.03804096524°E 994 msnm |           |                      | Modifica les dades a Wikidata |
|        | Pic de la Jaça de l'Home   | Espolla Rabós                          | muntanya     |         | 42° 26′ 43″ N, 3° 02′ 10″ E / 42.4454°N,3.03610306°E 412.2 msnm        |           |                      | Modifica les dades a Wikidata |
|        | Puig Grosser               | Espolla                                | muntanya     |         | 42° 27′ 02″ N, 2° 59′ 18″ E / 42.45054444°N,2.98825278°E 808 msnm      |           |                      | Modifica les dades a Wikidata |
|        | Puig d'en Tarba            | Espolla                                | muntanya     |         | 42° 26′ 29″ N, 2° 59′ 55″ E / 42.44135556°N,2.99853611°E 563 msnm      |           |                      | Modifica les dades a Wikidata |
|        | Puig de Balaguer           | Espolla                                | muntanya     |         | 42° 25′ 32″ N, 3° 00′ 43″ E / 42.42560278°N,3.01181111°E 361 msnm      |           |                      | Modifica les dades a Wikidata |
|        | Puig de Castell Serradillo | Espolla Argelers Banyuls de la Marenda | muntanya     |         | 42° 28′ 27″ N, 3° 02′ 26″ E / 42.474167°N,3.040444°E                   |           |                      | Modifica les dades a Wikidata |
|        | Puig de Pradets            | Espolla Sureda                         | muntanya     |         | 42° 28′ 26″ N, 2° 59′ 23″ E / 42.47401389°N,2.9897°E 1176 msnm         |           | Puig de Pradets      | Modifica les dades a Wikidata |
|        | Puig de la Carbassera      | Argelers Espolla                       | muntanya     |         | 42° 27′ 59″ N, 3° 00′ 47″ E / 42.4664°N,3.01302°E                      |           |                      | Modifica les dades a Wikidata |
|        | Puig de la Jaça de l'Home  | Espolla                                | muntanya     |         | 42° 26′ 49″ N, 3° 02′ 11″ E / 42.44680556°N,3.03631667°E 412 msnm      |           |                      | Modifica les dades a Wikidata |
|        | Puig de la Roureda         | Espolla                                | muntanya     |         | 42° 26′ 29″ N, 2° 58′ 38″ E / 42.4415°N,2.97727°E 731 msnm             |           |                      | Modifica les dades a Wikidata |
|        | Puig de les Basses         | Sureda Espolla la Jonquera             | muntanya     |         | 42° 28′ 02″ N, 2° 58′ 45″ E / 42.467194°N,2.979139°E 1068.6 msnm       |           |                      | Modifica les dades a Wikidata |
|        | Puig de les Eres           | Banyuls de la Marenda Espolla Rabós    | muntanya     |         | 42° 27′ 42″ N, 3° 02′ 45″ E / 42.46152778°N,3.04588333°E 698 msnm      |           |                      | Modifica les dades a Wikidata |
|        | Puig del Mig               | Espolla                                | muntanya     |         | 42° 26′ 46″ N, 2° 58′ 51″ E / 42.446°N,2.98088°E 730 msnm              |           |                      | Modifica les dades a Wikidata |
|        | Puig del Pal               | Espolla                                | muntanya     |         | 42° 23′ 49″ N, 2° 59′ 24″ E / 42.39698611°N,2.98995833°E 242 msnm      |           | Puig del Pal         | Modifica les dades a Wikidata |
|        | Puig dels Conillers        | Espolla                                | muntanya     |         | 42° 26′ 08″ N, 2° 58′ 16″ E / 42.4356°N,2.97103°E 589 msnm             |           |                      | Modifica les dades a Wikidata |
|        | Roc de Santa Eulàlia       | Argelers Espolla                       | muntanya     |         | 42° 28′ 19″ N, 3° 01′ 32″ E / 42.47197°N,3.025647°E 979 msnm           |           | Roc de Santa Eulàlia | Modifica les dades a Wikidata |
|        | Rocs Blancs                | Espolla                                | muntanya     |         | 42° 23′ 48″ N, 3° 01′ 01″ E / 42.3967°N,3.01702°E 212.5 msnm           |           |                      | Modifica les dades a Wikidata |
|        | el Castellar Gran          | Espolla                                | muntanya     |         | 42° 24′ 56″ N, 2° 58′ 54″ E / 42.415575°N,2.98157778°E 532 msnm        |           | El Castellar Gran    | Modifica les dades a Wikidata |
|        | el Castellar Petit         | Espolla                                | muntanya     |         | 42° 25′ 08″ N, 2° 58′ 57″ E / 42.418951°N,2.982581°E 530 msnm          |           | El Castellar Petit   | Modifica les dades a Wikidata |

## pont
| imatge | Nom                 | Ubicat a | instància de | Detalls                     | coordenades                                                                                    | Protecció                                  | Commons (més fotos) | Dades a WD                    |
| ------ | ------------------- | -------- | ------------ | --------------------------- | ---------------------------------------------------------------------------------------------- | ------------------------------------------ | ------------------- | ----------------------------- |
|        | Pas de Baix         | Espolla  | pont         |                             | 42° 24′ 07″ N, 3° 00′ 45″ E / 42.4020768197911°N,3.01258897632687°E                            |                                            |                     | Modifica les dades a Wikidata |
|        | Pas de les Hortes   | Espolla  | pont         |                             | 42° 26′ 07″ N, 3° 01′ 28″ E / 42.4353520952279°N,3.02448610711983°E                            |                                            |                     | Modifica les dades a Wikidata |
|        | Pont de l'Agulló    | Espolla  | pont         |                             | 42° 23′ 18″ N, 2° 59′ 54″ E / 42.3882892440778°N,2.99834775476995°E                            |                                            |                     | Modifica les dades a Wikidata |
|        | Pont dels Pils      | Espolla  | pont         |                             | 42° 23′ 13″ N, 2° 59′ 48″ E / 42.3868932709118°N,2.99674417712658°E                            |                                            |                     | Modifica les dades a Wikidata |
|        | Ponts del Relliquer | Espolla  | pont         | Estil: arquitectura popular | 42° 23′ 30″ N, 2° 59′ 59″ E / 42.39159388888889°N,2.9996230555555554°E ca:Carrer del Relliquer | bé integrant del patrimoni cultural català | Ponts del Relliquer | Modifica les dades a Wikidata |

## serra
| imatge | Nom                      | Ubicat a                      | instància de | Detalls | coordenades                                                         | Protecció | Commons (més fotos) | Dades a WD                    |
| ------ | ------------------------ | ----------------------------- | ------------ | ------- | ------------------------------------------------------------------- | --------- | ------------------- | ----------------------------- |
|        | Rocamalera               | Espolla                       | serra        |         | 42° 25′ 50″ N, 2° 58′ 22″ E / 42.43065°N,2.97290556°E 521.4 msnm    |           |                     | Modifica les dades a Wikidata |
|        | Serra de Baussitges      | Espolla                       | serra        |         | 42° 26′ 19″ N, 3° 00′ 45″ E / 42.4386°N,3.01259°E 530.4 msnm        |           |                     | Modifica les dades a Wikidata |
|        | els Castellars d'Espolla | Espolla                       | serra        |         | 42° 25′ 12″ N, 2° 58′ 54″ E / 42.42°N,2.9817°E                      |           |                     | Modifica les dades a Wikidata |
|        | muntanya dels Pils       | Espolla Rabós                 | serra        |         | 42° 26′ 20″ N, 3° 01′ 50″ E / 42.4388°N,3.03063°E 412.2 msnm        |           |                     | Modifica les dades a Wikidata |
|        | serra d'en Clarà         | Espolla Sant Climent Sescebes | serra        |         | 42° 24′ 46″ N, 2° 58′ 38″ E / 42.41265278°N,2.97719444°E 341.4 msnm |           |                     | Modifica les dades a Wikidata |

## Misc
| imatge | Nom                             | Ubicat a                                                                                                  | instància de                                                                   | Detalls                                  | coordenades                                                                                              | Protecció                                            | Commons (més fotos)           | Dades a WD                    |
| ------ | ------------------------------- | --- | ------------------------------------------------------------------------------ | ---------------------------------------- | --- | ---------------------------------------------------- | ----------------------------- | ----------------------------- |
|        | Baussitges                      | Espolla                                                                                                   | antic municipi disseminat ens local històric de Catalunya                      |                                          | 42° 27′ N, 3° 00′ E / 42.45°N,3°E                                                                        |                                                      |                               | Modifica les dades a Wikidata |
|        | Castell d'Espolla               | Espolla                                                                                                   | castell                                                                        | Estil: arquitectura popular              | 42° 23′ 25″ N, 3° 00′ 06″ E / 42.390286°N,3.001571°E ca:Carrer del castell 111 msnm                      | bé d'interès cultural bé cultural d'interès nacional | Castell d'Espolla             | Modifica les dades a Wikidata |
|        | Castellar                       | Espolla                                                                                                   | vèrtex geodèsic                                                                | Alt: 1.2m                                | 42° 24′ 56″ N, 2° 58′ 55″ E / 42.415448°N,2.981938°E 529.152 msnm                                        |                                                      |                               | Modifica les dades a Wikidata |
|        | Espolla                         | Espolla                                                                                                   | entitat singular de població ens local històric de Catalunya capital municipal | 412 hab                                  | 42° 23′ 28″ N, 3° 00′ 02″ E / 42.3912°N,3.00064°E 118 msnm                                               |                                                      |                               | Modifica les dades a Wikidata |
|        | Massís de l'Albera              | Vilamaniscle Cantallops Colera Espolla Garriguella la Jonquera Llançà Portbou Rabós Sant Climent Sescebes | Pla d'Espais d'Interès Natural àrea protegida                                  | 1992 Superfície: 16378.90093ha           | |                                                      |                               | Modifica les dades a Wikidata |
|        | Molí d'Orlina                   | Espolla                                                                                                   | molí d'aigua                                                                   | Estil: arquitectura popular              | 42° 24′ 44″ N, 3° 00′ 36″ E / 42.412222222222°N,3.01°E                                                   | bé integrant del patrimoni cultural català           | Molí d'Orlina                 | Modifica les dades a Wikidata |
|        | Orlina                          | Rabós Espolla Peralada Mollet de Peralada                                                                 | curs d'aigua                                                                   | Desemboca: Llobregat d'Empordà           | 42° 28′ 24″ N, 3° 02′ 14″ E / 42.473212°N,3.037326°E 42° 18′ 17″ N, 3° 00′ 28″ E / 42.304852°N,3.00781°E |                                                      | L'Orlina                      | Modifica les dades a Wikidata |
|        | Vilar de Freixe                 | Espolla                                                                                                   | jaciment arqueològic antic assentament                                         |                                          | 42° 27′ 00″ N, 3° 01′ 54″ E / 42.4500480627717°N,3.03172750003286°E                                      |                                                      |                               | Modifica les dades a Wikidata |
|        | bassa dels Castellars d'Espolla | Sant Climent Sescebes Espolla                                                                             | zona humida                                                                    |                                          | 42° 25′ 18″ N, 2° 58′ 22″ E / 42.4216°N,2.9727°E                                                         |                                                      |                               | Modifica les dades a Wikidata |
|        | casa consistorial d'Espolla     | Espolla                                                                                                   | casa consistorial                                                              |                                          | 42° 23′ 29″ N, 3° 00′ 07″ E / 42.3912785°N,3.0018705°E                                                   |                                                      |                               | Modifica les dades a Wikidata |
|        | cementiri d'Espolla             | Espolla                                                                                                   | cementiri                                                                      |                                          | 42° 22′ 52″ N, 3° 00′ 12″ E / 42.3811203857631°N,3.00321908216748°E                                      |                                                      |                               | Modifica les dades a Wikidata |
|        | els Vilars                      | Espolla                                                                                                   | nucli de població nucli d'entitat singular de població                         | 9 hab                                    | 42° 24′ 38″ N, 2° 59′ 48″ E / 42.410424°N,2.996637°E 242 msnm                                            |                                                      |                               | Modifica les dades a Wikidata |
|        | plaça de Sant Jaume             | Espolla                                                                                                   | plaça                                                                          | Estil: arquitectura popular 18th century | 42° 23′ 28″ N, 3° 00′ 03″ E / 42.391052°N,3.000727°E 116 msnm                                            | bé integrant del patrimoni cultural català           | Plaça de Sant Jaume (Espolla) | Modifica les dades a Wikidata |